# Bruno Lunenfeld
Bruno Lunenfeld  (* 17. Februar 1927 in Wien) ist ein österreichisch-israelischer Arzt und Endokrinologe.

## Leben
Lunenfeld, der in Wien aufwuchs, erhielt seine schulische Ausbildung nach der Flucht aus Österreich 1937 in Großbritannien, wo er 1938 die Pre-Kadettenschule im englischen Seafield Park besuchte, sowie, nachdem er 1940 über Paris und Marseille nach Haifa gelangte, in Israel. In Israel studierte er Chemie. 1945 wurde er verdächtigt, an terroristischen Aktionen gegen die Engländer beteiligt gewesen zu sein. Im selben Jahr begann er in Genf Medizin zu studieren. Er schloss sein Medizinstudium an der Universität Genf ab und wurde dort 1954 promoviert. Danach kehrte er nach Israel zurück und arbeitete nach einer Assistentenzeit am Tel Hashomer Hospital in Ramat Gan 1957 bis 1961 am Weizmann-Institut in Rechovot. 1961 bis 1992 war er Leiter der Endocrine Research and Development Unit am Chaim Sheba Medical Center und von 1967 bis zu seiner Emeritierung 1995 war er als Professor für Endokrinologie Direktor des Instituts für Endokrinologie an der Bar-Ilan-Universität in Ramat Gan. Aktuell leitet er das 'International Fertility Institute' in Ra'anana.

## Medizinische Bedeutung
Lunenfeld gilt als Pionier der gynäkologischen Endokrinologie und Kinderwunschbehandlung. Er war maßgeblich an der Extraktion, Aufreinigung und klinischen Anwendung humaner menopausaler Gonadotropine (hMG) beteiligt, denen in der Behandlung von Kinderwunsch-Patientinnen hohe Bedeutung zukommt. Weitere wissenschaftliche Schwerpunkte seiner Tätigkeit bilden die Behandlung menopausaler Beschwerden bei Frauen sowie die Erforschung endokriner Veränderungen bei älteren Männern. Er hat ca. 300 wissenschaftliche Artikel veröffentlicht.

## Ehrungen
Lunenfeld ist Ehrenmitglied verschiedener internationaler Fachgesellschaften, so der Deutschen und der Italienischen Gesellschaft für Gynäkologie und Geburtshilfe, der Deutschen Gesellschaft für gynäkologische Endokrinologie und  Fortpflanzungsmedizin, der European Society of Human Reproduction and Embryology, Fellow des Royal College of Obstetricians and Gynaecologists und des American College of Obstetricians and Gynecologists. Für seine Leistungen wurde er unter anderem mit der Jacob-Henle-Medaille und dem Bundesverdienstkreuz 1. Klasse (1995) geehrt.